# لوس رونتشوس دي ألبوكوراكيو (نيومكسيكو)
لوس رونتشوس دي ألبوكوراكيو (بالإنجليزية: Los Ranchos de Albuquerque, New Mexico)‏ هي معلم جغرافي تقع في الولايات المتحدة في مقاطعة بيرناليلو، نيومكسيكو. يقدر عدد سكانها بـ 6,024 نسمة ومساحتها 11.3 كم2 وترتفع عن سطح البحر 1,520 متر.

## التركيبة السكانية
حدّد مكتب تعداد الولايات المتحدة بيانات التركيبة السكانية للوس رونتشوس دي ألبوكوراكيو في تعداد الولايات المتحدة. في ما يلي، التركيبة السكانية حسب تعدادي 2000 و2010.

### تعداد عام 2000
بلغ عدد سكان لوس رونتشوس دي ألبوكوراكيو 5,092 نسمة بحسب تعداد عام 2000، وبلغ عدد الأسر 1,997 أسرة وعدد العائلات 1,432 عائلة مقيمة في القرية. في حين سجلت الكثافة السكانية 441.6 نسمة لكل كيلومتر مربع (1,143.7/ميل2). وبلغ عدد الوحدات السكنية 2,107 وحدة بمتوسط كثافة قدره 182.7 لكل كيلومتر مربع (473.2/ميل2).
وتوزع التركيب العرقي للقرية بنسبة 81.60% من البيض و0.49% من الأمريكيين الأفارقة و1.55% من الأمريكيين الأصليين و0.71% من الأمريكيين ذوي الأصول الآسيوية و0.06% من سكان جزر المحيط الهادئ و12.14% من الأعراق الأخرى و3.46% من عرقين مختلطين أو أكثر و37.41% من الهسبانيون أو اللاتينيون من أي عرق.
بلغ عدد الأسر 1,997 أسرة كانت نسبة 33.8% منها لديها أطفال تحت سن الثامنة عشر تعيش معهم، وبلغت نسبة الأزواج القاطنين مع بعضهم البعض 57.4% من أصل المجموع الكلي للأسر، ونسبة 9.7% من الأسر كان لديها معيلات من الإناث دون وجود شريك،  بينما كانت نسبة 4.7% من الأسر لديها معيلون من الذكور دون وجود شريكة وكانت نسبة 28.3% من غير العائلات. تألفت نسبة 22.2% من أصل جميع الأسر من عدة أفراد يعيشون في نفس المنزل ونسبة 7.6% كانت تتألف من شخص يعيش بمفرده يبلغ من العمر 65 عاماً أو أكثر. وبلغ متوسط حجم الأسرة المعيشية 2.55، أما متوسط حجم العائلات فبلغ 2.98.
بلغ العمر الوسطي للسكان 43.3 عاماً. وكانت نسبة 23.9% من القاطنين تحت سن الثامنة عشر، وكانت نسبة 5.9% بين الثامنة عشر والرابعة والعشرين عاماً، ونسبة 23.3% كانت واقعةً في الفئة العمرية ما بين الخامسة والعشرين والرابعة والأربعين عاماً، ونسبة 33% كانت ما بين الخامسة والأربعين والرابعة والستين، ونسبة 13.8% كانت ضمن فئة الخامسة والستين عاماً فما فوق. يوجد لكل 100 أنثى 93.3 ذكر، ويوجد لكل 100 أنثى في الثامنة عشر من عمرها فما فوق 91.7 ذكر.
بلغ متوسط دخل الأسرة في القرية 60,500 دولارًا، أما متوسط دخل العائلة فبلغ 77,150 دولارًا. وكان متوسط دخل الذكور 51,797 دولارًا مقابل 31,757 دولارًا للإناث. وسجل دخل الفرد الخاص بالقرية 40,883 دولارًا. وكانت نسبة 6.6% من العائلات ونسبة 8.7% من السكان تحت خط الفقر، وكان من هؤلاء نسبة 12% تحت سن الثامنة عشر ونسبة 9.2% في الخامسة والستين من العمر وما فوق.

### تعداد عام 2010
بلغ عدد سكان لوس رونتشوس دي ألبوكوراكيو 6,024 نسمة بحسب تعداد عام 2010، وبلغ عدد الأسر 2,576 أسرة وعدد العائلات 1,676 عائلة مقيمة في القرية. في حين سجلت الكثافة السكانية 522.5 نسمة لكل كيلومتر مربع (1,353.3/ميل2). وبلغ عدد الوحدات السكنية 2,757 وحدة بمتوسط كثافة قدره 239.1 لكل كيلومتر مربع (619.3/ميل2).
وتوزع التركيب العرقي للقرية بنسبة 79.40% من البيض و0.68% من الأمريكيين الأفارقة و2.54% من الأمريكيين الأصليين و0.95% من الأمريكيين ذوي الأصول الآسيوية و0.08% من سكان جزر المحيط الهادئ و13.25% من الأعراق الأخرى و3.10% من عرقين مختلطين أو أكثر و41.92% من الهسبانيون أو اللاتينيون من أي عرق.
بلغ عدد الأسر 2,576 أسرة كانت نسبة 28% منها لديها أطفال تحت سن الثامنة عشر تعيش معهم، وبلغت نسبة الأزواج القاطنين مع بعضهم البعض 48.9% من أصل المجموع الكلي للأسر، ونسبة 10.7% من الأسر كان لديها معيلات من الإناث دون وجود شريك،  بينما كانت نسبة 5.4% من الأسر لديها معيلون من الذكور دون وجود شريكة وكانت نسبة 34.9% من غير العائلات. تألفت نسبة 29.2% من أصل جميع الأسر من عدة أفراد يعيشون في نفس المنزل ونسبة 11.1% كانت تتألف من شخص يعيش بمفرده يبلغ من العمر 65 عاماً أو أكثر. وبلغ متوسط حجم الأسرة المعيشية 2.34، أما متوسط حجم العائلات فبلغ 2.86.
بلغ العمر الوسطي للسكان 46.7 عاماً. وكانت نسبة 21.2% من القاطنين تحت سن الثامنة عشر، وكانت نسبة 6.5% بين الثامنة عشر والرابعة والعشرين عاماً، ونسبة 20% كانت واقعةً في الفئة العمرية ما بين الخامسة والعشرين والرابعة والأربعين عاماً، ونسبة 33.4% كانت ما بين الخامسة والأربعين والرابعة والستين، ونسبة 18.9% كانت ضمن فئة الخامسة والستين عاماً فما فوق. وتوزع التركيب الجنسي للسكان بنسبة 47.9% ذكور و52.1% إناث.